# Maud Muir
Pour les articles homonymes, voir Muir.

a Compétitions nationales et continentales officielles uniquement.

b Matchs officiels uniquement.
Dernière mise à jour le 29 juillet 2025.
Maud Muir, née le 12 juillet 2001 à Oxford (Angleterre), est une joueuse internationale anglaise de rugby à XV évoluant au poste de pilier. Elle joue au Gloucester-Hartpury RFC.

## Biographie
Maud Muir naît le 12 juillet 2001 à Oxford en Angleterre. Elle débute la pratique du rugby à XV à l'âge de cinq ans aux Oxford Harlequins, où elle est l'unique fille de son équipe. Par la suite, elle joue pour les Gosford All Blacks puis pour les Wasps (en) où elle joue en troisième ligne. Au niveau scolaire, elle étudie les sciences du sport à l'université Brunel. En parallèle, elle pratique également le cricket.
En octobre 2021, elle fait ses débuts en équipe d'Angleterre contre la Nouvelle-Zélande.
En juin 2022, elle rejoint le Gloucester-Hartpury RFC. En septembre 2022, elle compte onze sélections en équipe d'Angleterre quand elle est retenue pour disputer la Coupe du monde en Nouvelle-Zélande.
À l'automne suivant, Maud Muir fait partie des trente joueuses qui partent dans ce même pays participer pour l'Angleterre au WXV 2023.
En 2024, elle remporte un nouveau Grand Chelem avec les Red Roses et est élue dans l'équipe type de la compétition. Au mois de juin, elle conserve le titre national avec son club.
En 2024-2025, elle gagne à nouveau le WXV. Avec le Gloucester-Hartpury RFC, elle remporte son troisième titre national de suite.
En juillet 2025, elle est sélectionnée pour la Coupe du monde en Angleterre.

## Palmarès

### En club
- Vainqueur du Championnat d'Angleterre en 2023, 2024 et 2025.

### En équipe nationale
- Finaliste de la Coupe du monde en 2021.
- Vainqueur du Tournoi des Six Nations en 2022, 2023, 2024 et 2025.
- Vainqueur du WXV en 2023 et 2024.

### Distinctions personnelles
- Membre de l'équipe type du Tournoi des Six Nations en 2024.